# Pawieł Droń
Pawieł Piatrowicz Droń (biał. Павел Пятровіч Дронь; ur. 1 marca 1929 w Nepomucenówce, zm. 14 listopada 2000) – białoruski politolog i historyk, w latach 1977–1991 kierownik katedry Białoruskiego Uniwersytetu Państwowego; kandydat nauk historycznych (odpowiednik polskiego stopnia doktora), profesor.

## Życiorys
Urodził się 1 marca 1929 roku we wsi Nepomucenówka, w powiecie prużańskim województwa poleskiego II Rzeczypospolitej. Od 1958 roku był działaczem związków zawodowych, Komsomołu i Komunistycznej Partii Białorusi (KPB). W 1965 roku skończył Akademię Nauk Społecznych przy Komitecie Centralnym Komunistycznej Partii Związku Radzieckiego. W tym samym roku uzyskał stopień kandydata nauk historycznych (odpowiednik polskiego stopnia doktora) oraz rozpoczął pracę jako wykładowca KC KPB i jednocześnie Białoruskiego Uniwersytetu Państwowego im. Lenina (BUP). Od 1967 roku pełnił funkcję naczelnika Wydziału Nauk Społecznych Ministerstwa Wyższej, Specjalistycznej i Średniej Edukacji Białoruskiej SRR. W latach 1977–1991 był kierownikiem katedry BUP. W 1983 roku uzyskał tytuł profesora.
W swojej pracy naukowej zajmował się badaniem problemów zarządzania społeczno-ekonomicznymi procesami rozwoju edukacji narodowej na Białorusi.

## Prace
- W.I.Lenin o rukowodstwie narodnym choziajstwom. Mińsk: 1971. (ros.). Brak numerów stron w książce;
- (z I. A. Harełauem i Ł. I. Dziamidauem): W.I.Lenin o jedinstwie raboczego dwiżenija i sowriemiennost′. Mińsk: 1971. (ros.). Brak numerów stron w książce.

## Odznaczenia
- Tytuł „Zasłużony Pracownik Wyższej Szkoły Białorusi” (1982)[1].